# Municipio de Mikado
El municipio de Mikado (en inglés: Mikado Township) es un municipio ubicado en el condado de Alcona en el estado estadounidense de Míchigan. En el año 2010 tenía una población de 947 habitantes y una densidad poblacional de 5,12 personas por km².

## Geografía
El municipio de Mikado se encuentra ubicado en las coordenadas 44°33′31.05″N 83°31′7.91″O / 44.5586250, -83.5188639. Según la Oficina del Censo de los Estados Unidos, el municipio tiene una superficie total de 185 km² (71,4 mi²), de la cual 184,8 km² (71,4 mi²) corresponden a tierra firme y 0,2 km² (0,1 mi²) (0.11%) es agua.

## Demografía
En el 2000 la renta per cápita promedia del hogar era de $31.713, y el ingreso promedio para una familia era de $35.417. El ingreso per cápita para la localidad era de $16.886. En 2000 los hombres tenían un ingreso per cápita de $30.350 contra $19.261 para las mujeres. Alrededor del 14.2% de la población estaba bajo el umbral de pobreza nacional.